# Prolog (Radrennen)

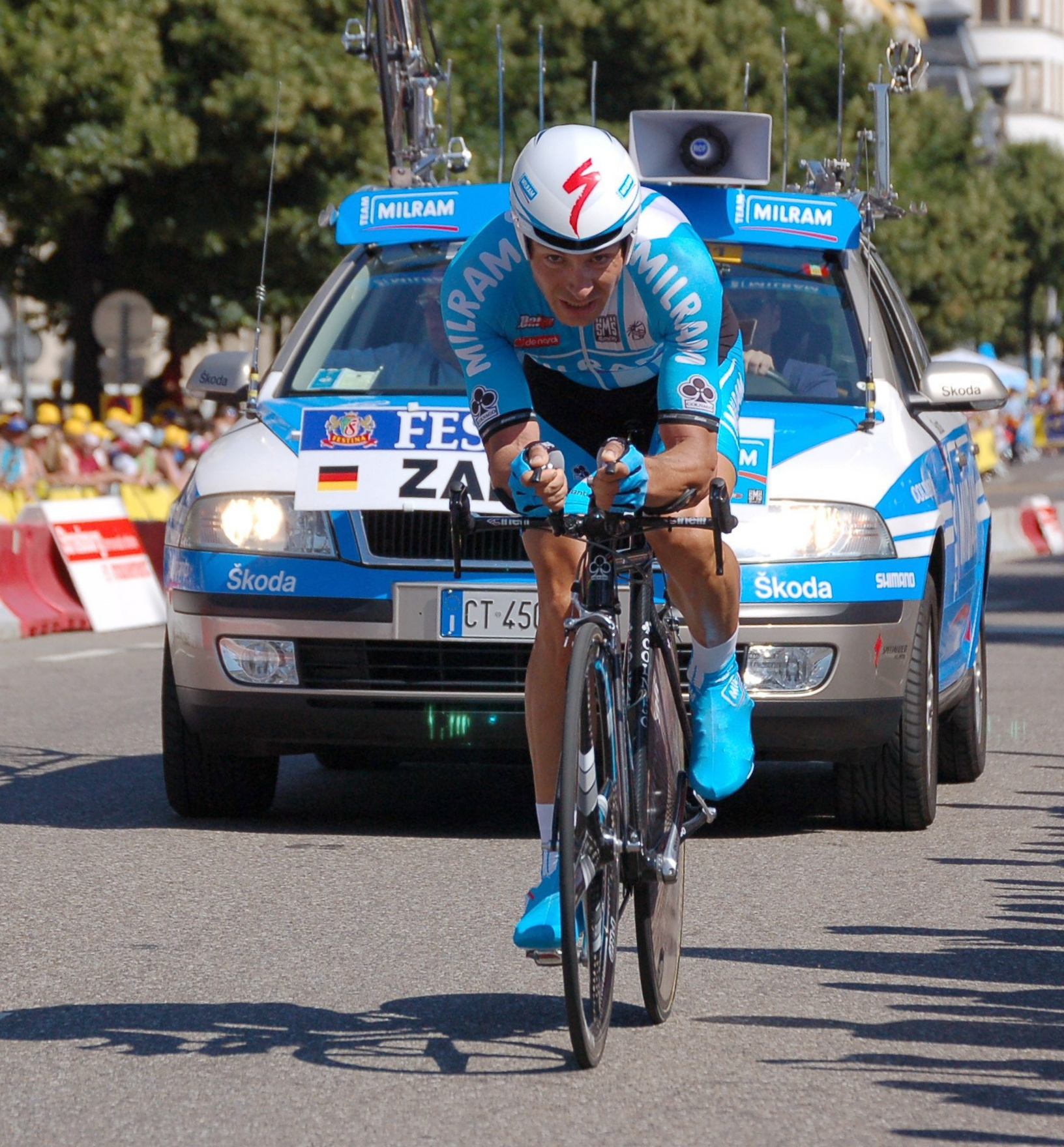
Erik Zabel beim Prolog der Tour de France 2006

Der Prolog ist das Auftaktrennen eines Etappenrennens im Straßenradsport und Mountainbike.
Nach aktuellen Reglement werden Prologe als Einzelzeitfahren über eine Distanz von nicht mehr als acht Kilometern ausgetragen. Bei Frauen- und Juniorenrennen ist die maximale Länge eines Prologs auf vier Kilometer begrenzt. Er dient auch dazu, das Fahrerfeld den Zuschauern vorzustellen. Meist beginnt die erste reguläre Etappe am gleichen Ort wie der Prolog. Häufig werden beim Prolog auch die ersten Träger der Führungstrikots ermittelt.
Obwohl der Prolog nicht als erste Etappe zählt, wird er bei der Zeit der Gesamtwertung mitgewertet. Trotz seiner Kürze zählt der Prolog als vollwertiger Renntag, und es ist nicht zulässig, am Tag des Prologs ein zweites Rennen zu fahren. Stürzt ein Fahrer während des Prologs und kann das Rennen nicht beenden, so kann er das Rennen am nächsten Tag trotzdem fortsetzen und wird in der Gesamtwertung mit der Zeit des letzten Fahrers im Prolog gewertet.